# 罗特 (德国)
罗特（德語：Roth，發音：[ʁoːt] ⓘ）是德国巴伐利亚州中弗兰肯行政区罗特县的城市，也是罗特县的县治，面积96.33平方千米，2023年12月31日人口为25,405人。

## 历史
该镇在历史上第一次被提及是在公元1060年，但成为聚居地的时间早于该年。